# FFH-Gebiet Buchenwälder südlich Cismar

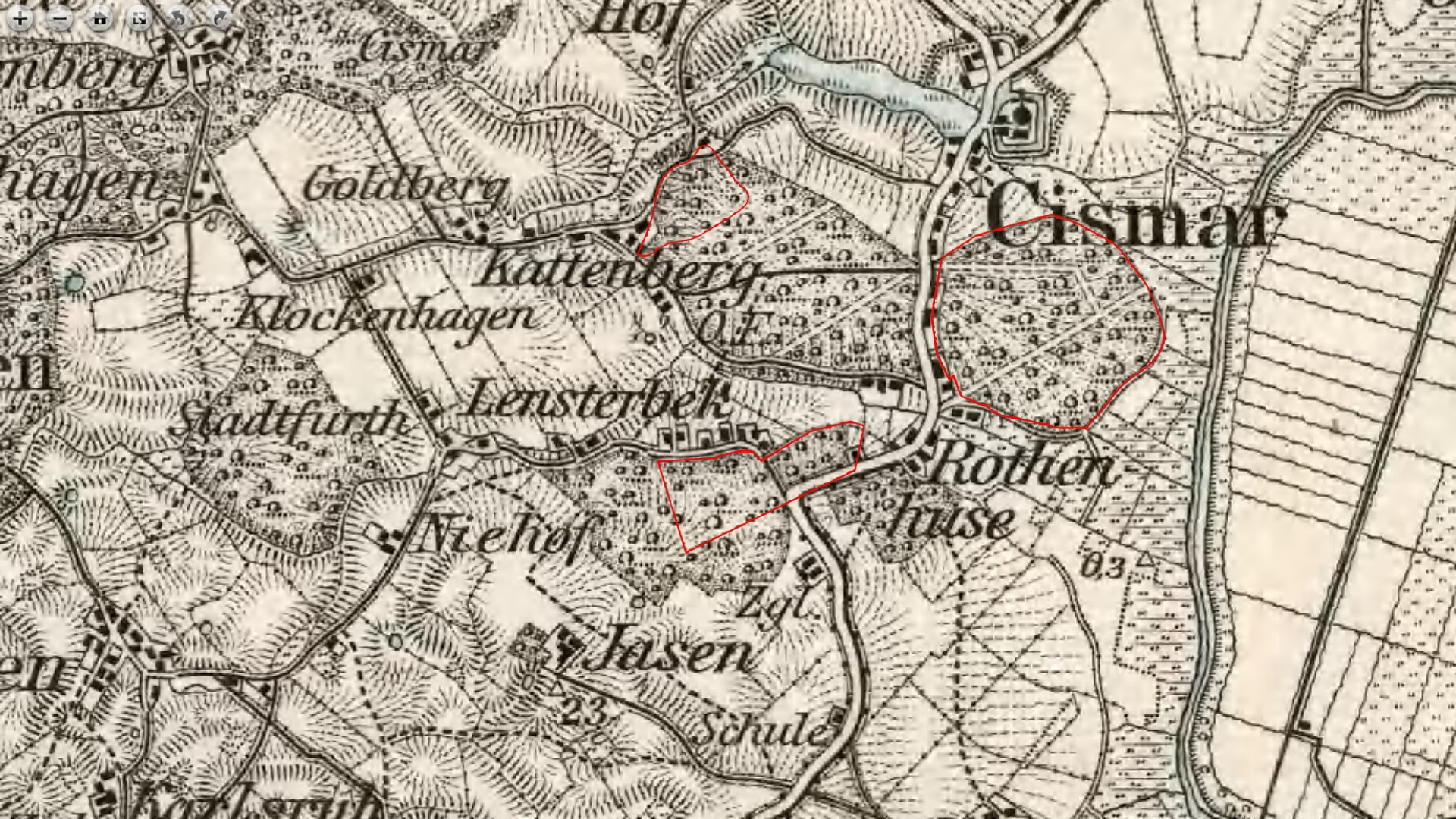
Bild 1ː Buchenwälder südlich Cismar um 1893. Rot umrandet das heutige FFH-Gebiet Buchenwälder südlich Cismar.

Das FFH-Gebiet Buchenwälder südlich Cismar ist ein NATURA 2000-Schutzgebiet in Schleswig-Holstein im Kreis Ostholstein in der Gemeinde Grömitz. Es besteht aus drei räumlich getrennten Teilgebieten, die sich südlich des Ortsteils Cismar befinden. Es handelt sich um einen Teil des Bornholzes im Nordwesten, der Wildkoppel im Osten und einem Teil des Schmiedeholzes im Süden.
Es hat eine Größe von 69 Hektar. Seine größte Ausdehnung liegt mit 1,87 Kilometer in Nordostrichtung. Das FFH-Gebiet liegt im Naturraum „Südost-Oldenburg“ (Landschafts-ID 70206) in der Haupteinheit „Ostholsteinisches Hügelland“. Diese ist wiederum Teil der Naturräumlichen Großregion 2. Ordnung Schleswig-Holsteinisches Hügelland. Es liegt geologisch in leicht hügeligem Gelände auf einer Grundmoräne der Weichsel-Kaltzeit. Die höchste Erhebung mit 14 Meter über Normalhöhennull (NHN) liegt im Nordosten des Teilgebietes Schmiedeholz. Der niedrigste Bereich liegt mit 1 Meter über NHN im Süden des Forstes Wildkoppel, siehe auch Karte 1. Das FFH-Gebiet ist fast vollständig mit Laubwald bedeckt. Hierbei handelt es sich um einen historischen Waldstandort. Siebzig Prozent der FFH-Gebietsfläche ist mit Buchen bestanden, die 150 Jahre alt sind. Sieben Prozent der Fläche besteht aus über 230 Jahre alten Eichen. Nach der Karte des Deutschen Reiches, Ausgabe 1893, ist der Wald schon damals ausschließlich mit Laubbäumen bestockt gewesen, siehe Bild 1. Das FFH-Gebiet befindet sich vollständig im Eigentum der Schleswig-Holsteinischen Landesforsten AöR (SHLF). Damit ist sichergestellt, dass die Handlungsgrundsätze der SHLF für Natura-2000-Schutzgebiete zur Anwendung kommen.
Das FFH-Gebiet ist von zahlreichen Bächen durchzogen. Das Gebiet gehört zum Wasser- und Bodenverband (WBV) Cismar. Die Entwässerung des FFH-Gebietes erfolgt über den Randkanal östlich von Lensterstrand über ein Dauerschöpfwerk und ein Deichsiel in die Lübecker Bucht. Dieser Randkanal bildet auch die Ostgrenze des Teilgebietes Wildkoppel und ist ein Wasserkörper, der laut europäischer Wasserrahmenrichtlinie (WRRL) einer Berichtspflicht gegenüber der europäischen Umweltagentur in Kopenhagen unterliegt. Es handelt sich um den Wasserkörper Randkanal (Fließgewässer) mit der Kennung DERW_DESH_OG_18_B. Laut Wasserkörpersteckbrief der Bundesanstalt für Gewässerkunde (BfG) ist der ökologische Zustand „mäßig“ und der chemische Zustand „nicht gut“. Begründet wird letzteres mit zu hohen Gehalten an Nitraten, Bromierten Diphenylether (BDE), Hg und Hg-Verbindungen. Bis zum Jahre 2028 muss gemäß WRRL für alle Gewässer in der Europäischen Union ein „guter“ ökologischer und chemischer Zustand erreicht werden.

## FFH-Gebietsgeschichte und Naturschutzumgebung
Der NATURA 2000-Standard-Datenbogen (SDB) für dieses FFH-Gebiet wurde im Mai 2004 vom Landesamt für Landwirtschaft, Umwelt und ländliche Räume (LLUR) des Landes Schleswig-Holstein erstellt, im September 2004 als Gebiet von gemeinschaftlicher Bedeutung (GGB) vorgeschlagen, im November 2007 von der EU als GGB bestätigt und im Januar 2010 national nach § 32 Absatz 2 bis 4 BNatSchG in Verbindung mit § 23 LNatSchG als besonderes Erhaltungsgebiet (BEG) bestätigt. Der SDB wurde zuletzt im Oktober 2013 aktualisiert. Der Managementplan (MP) für das FFH-Gebiet wurde am 25. September 2009 veröffentlicht.
Das FFH-Teilgebiet Wildkoppel liegt vollständig im Schwerpunktraum Nr. 292 „Klostersee-Niederung“ des landesweiten Biotopverbundsystems. Die beiden anderen Teilgebiete liegen in Hauptverbundachsen. Mit der Gebietsbetreuung des FFH-Gebietes nach § 20 LNatSchG wurde durch das LLUR noch keine Institution beauftragt (Stand Februar 2024). Da es sich hier um einen Staatsforst des Landes Schleswig-Holstein handelt, ist in der Regel die Forstverwaltung auch gleichzeitig der Gebietsbetreuer und wird als solcher nicht in der Betreuerliste geführt.

## FFH-Erhaltungsgegenstand

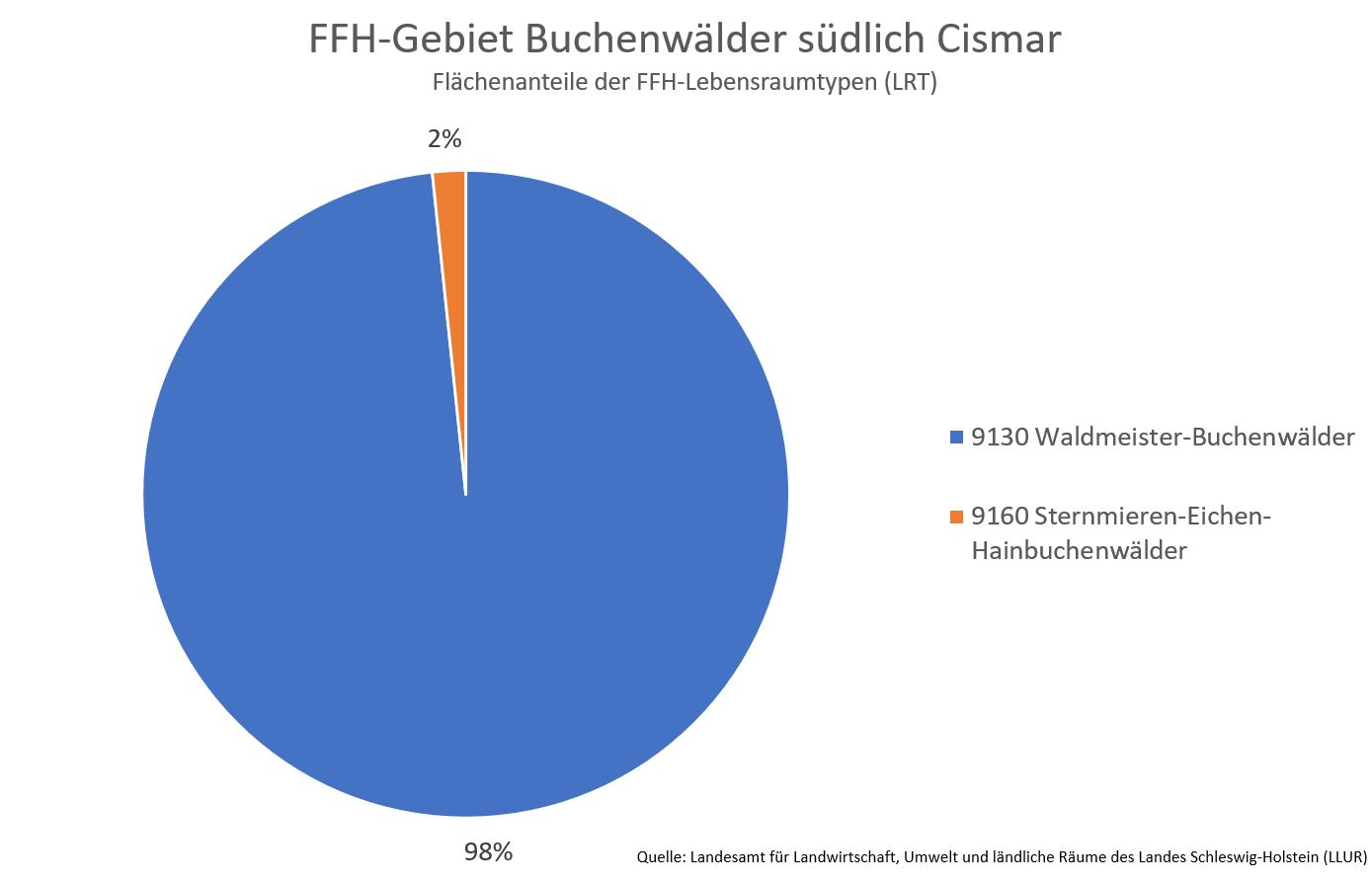
Diagramm 1ː Flächenanteil der FFH-Lebensraumtypen im FFH-Gebiet Buchenwälder südlich Cismar

Laut Standard-Datenbogen vom Oktober 2013 sind folgende FFH-Lebensraumtypen (LRT) und Arten als FFH-Erhaltungsgegenstände mit den entsprechenden Beurteilungen zum Erhaltungszustand der Umweltbehörde der Europäischen Union gemeldet worden (Gebräuchliche Kurzbezeichnung (BfN)):
FFH-Lebensraumtypen nach Anhang I der EU-Richtlinie:
- 9130 Waldmeister-Buchenwälder (Gesamtbeurteilung B)[17]
- 9160 Sternmieren-Eichen-Hainbuchenwälder (Gesamtbeurteilung C)[18]

Das FFH-Gebiet ist fast ausschließlich mit FFH-Lebensraumtypen der Wälder bedeckt, siehe auch Diagramm 1. Von April bis Juni des Jahres 2017 wurde die letzte Nachkartierung der FFH-Lebensraum- und Biotoptypen im FFH-Gebiet durchgeführt (Stand Januar 2024). Danach ist die gesamte FFH-Gebietsfläche entweder mit FFH-Lebensraumtypen oder mit gesetzlich geschützten Biotoptypen bedeckt, siehe Tabelle 1. Die Flächenangaben im SDB und im MP weichen von der Biotopkartierung leicht ab.
| Schutzstatus          | Managementplan 2009 | SDB Oktober 2013 | Biotopkartierung 2017 |
| --------------------- | ------------------- | ---------------- | --------------------- |
| FFH-LRT               | 71                  | 69               | 68,3595               |
| ges. gesch. Biotoptyp |                     |                  | 0,4112                |
| Summeː                | 71                  | 69               | 68,7707               |

Bei den gesetzlich geschützten Biotopen handelt es sich im Wesentlichen um sonstige Klein- und Stillgewässer und zwei Flächen mit Erlen-Eschen-Sumpfwald im Teilgebiet Schmiedeholz.

## FFH-Erhaltungsziele
Aus den oben aufgeführten FFH-Erhaltungsgegenständen werden als FFH-Erhaltungsziele von besonderer Bedeutung die Erhaltung folgender Lebensraumtypen im FFH-Gebiet vom Ministerium für Energiewende, Landwirtschaft, Umwelt und ländliche Räume des Landes Schleswig-Holstein erklärt:
- 9130 Waldmeister-Buchenwälder
- 9160 Sternmieren-Eichen-Hainbuchenwälder

## FFH-Analyse und Bewertung

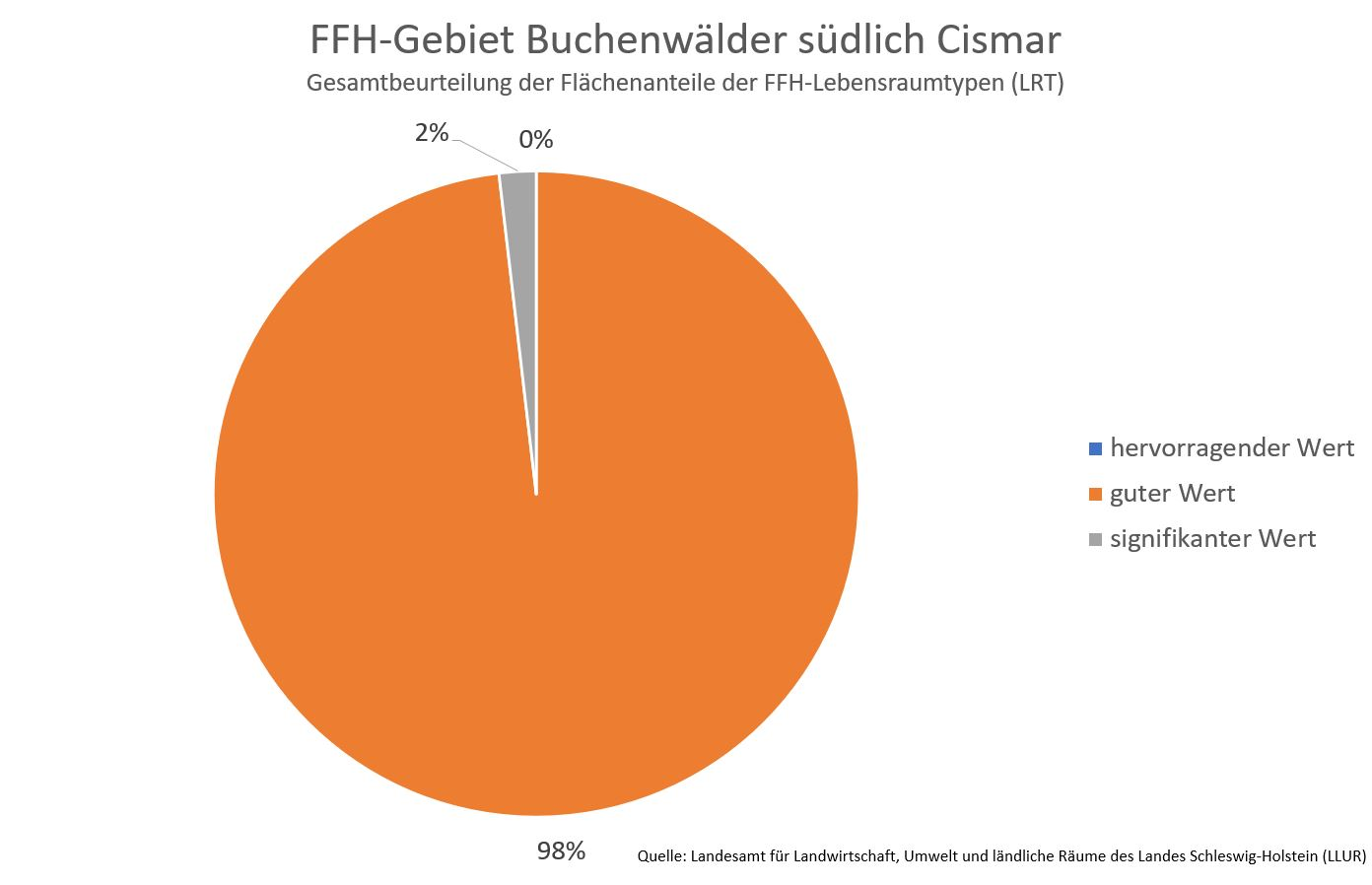
Diagramm 2ː Gesamtbeurteilung der FFH-LRT-Flächen im FFH-Gebiet Buchenwälder südlich Cismar

Das Kapitel FFH-Analyse und Bewertung im Managementplan beschäftigt sich unter anderem mit den aktuellen Gegebenheiten des FFH-Gebietes und den Hindernissen bei der Erhaltung und Weiterentwicklung der FFH-Lebensraumtypen und Arten. Die Ergebnisse fließen in den FFH-Maßnahmenkatalog ein.
Die Waldmeister-Buchenwälder im FFH-Gebiet haben im SDB eine gute Gesamtbewertung zugesprochen bekommen, siehe Diagramm 2. Dem kleinen Bestand an 9160 Sternmieren-Eichen-Hainbuchenwälder wurde keine gute Gesamtbewertung zugesprochen. Der nördliche Teil des Teilgebietes Bornholz ist mittlerweile als Naturwald ausgewiesen. Dort ist jegliche Nutzung im Wald untersagt.

## FFH-Maßnahmenkatalog
Der FFH-Maßnahmenkatalog im Managementplan führt neben den bereits durchgeführten Maßnahmen geplante Maßnahmen zur Erhaltung und Entwicklung der FFH-Lebensraumtypen im FFH-Gebiet an. Laut Managementplan wurden bisher keine Maßnahmen zur Erhaltung und Entwicklung der FFH-Lebensraumtypen in diesem FFH-Gebiet durchgeführt. Mit der Einhaltung der Handlungsgrundsätze der SHLF für Natura-2000-Schutzgebiete ist sichergestellt, dass die Einhaltung des Verschlechterungsverbotes gegeben ist.

## FFH-Erfolgskontrolle und Monitoring der Maßnahmen
Eine FFH-Erfolgskontrolle und Monitoring der Maßnahmen findet in Schleswig-Holstein alle sechs Jahre statt. Die Ergebnisse des letzten externen Monitorings wurden am 1. April 2010 veröffentlicht (Stand Februar 2024).